# Szent vér (album)
A Szent vér az Ámok magyar gothic-doom metal együttes egyetlen nagylemeze. A Hammer Music gondozásában jelent meg 2005-ben.

## Számlista
|     | Cím                         | Hossz |
| --- | --------------------------- | ----- |
| 1.  | A Halottlátó                |       |
| 2.  | Szent Vér                   |       |
| 3.  | Északi Fény                 |       |
| 4.  | Sámánima                    |       |
| 5.  | Árnyékharc                  |       |
| 6.  | Isten Teste                 |       |
| 7.  | Omnis Moriar                |       |
| 8.  | Sötét Hajnal, Fehér Éj      |       |
| 9.  | A Lélekrabló                |       |
| 10. | A Zöld, A Bíbor És A Fekete |       |
| 11. | Tested A Folyó              |       |
| 12. | Az Átok                     |       |
| 13. | Ámok                        |       |

## Közreműködők
- Matláry Miklós – billentyűk
- Rusic Vladimir – gitár
- Szloboda Tibor – ének
- Ispán András – basszusgitár
- Stanko Patarčić – dob

## Kritikák
- Hard Rock Magazin Archiválva 2015. szeptember 24-i dátummal a Wayback Machine-ben
- Rock Gyémántok

## További információ
- Amok weboldal Archiválva 2016. január 9-i dátummal a Wayback Machine-ben